# Anthony Brosse
Pour les articles homonymes, voir Brosse.
Anthony Brosse, né le 4 novembre 1980 à Saint-Calais (Sarthe), est un homme politique français. Il est élu député dans la 5e circonscription du Loiret en 2022.

## Biographie
Anthony Brosse suit des études en environnement à Tours. 
En 2004, il travaille à Mareau-aux-Bois comme technicien assainissement à la communauté de communes du Pithiverais. 
Par la suite, Anthony Brosse devient directeur-adjoint dans un établissement de personnes âgées souffrant de handicap mental en région parisienne, un poste qu'il quitte en 2020 pour suivre une formation dans ce secteur.
À l'âge de 29 ans, Anthony Brosse adhère au Parti radical valoisien de Jean-Louis-Borloo, qu'il quitte cinq ans plus tard lorsque le mouvement se fond dans l'Union des démocrates et indépendants (UDI).
Après les élections municipales de 2014, il devient adjoint à l'urbanisme à Pithiviers auprès du maire LR Philippe Nolland.
Il se présente lors des élections législatives de 2022 dans la 5e circonscription du Loiret sous l'étiquette Ensemble. Il est élu au second tour avec 50,02 % des suffrages, soit 11 voix d'écart, face au candidat du Rassemblement national Valentin Manent.
Candidat à sa réélection dans le cadre des élections législatives anticipées de 2024, il est en ballotage défavorable à l'issue du premier tour contre le député européen Jean-Lin Lacapelle, candidat du Rassemblement national. Il bénéficie au second tour du désistement de la candidate de La France Insoumise, également qualifiée pour le second tour, et remporte l'élection avec 50,70% des voix.

## Synthèse des résultats électoraux

### Élections législatives
| Année | Parti    | Parti      | Circonscription | 1er tour | 1er tour | 1er tour | 2d tour | 2d tour | 2d tour |
| Année | Parti    | Parti      | Circonscription | Voix     | %        | Rang     | Voix    | %       | Issue   |
| ----- | -------- | ---------- | --------------- | -------- | -------- | -------- | ------- | ------- | ------- |
| 2022  |          | LREM (ENS) | 2e du Loiret    | 7 597    | 21,74    | 2e       | 15 747  | 50,02   | Élu     |
| 2024  | RE (ENS) | 10 604     | 2e du Loiret    | 22,01    | 23 999   | 2e       | 50,70   |         | Élu     |